# Carbinea wunderlichi
Espèce
Carbinea wunderlichi est une espèce d'araignées aranéomorphes de la famille des Stiphidiidae.

## Distribution
Cette espèce est endémique du Queensland en Australie. Elle se rencontre dans les monts Lamb sur le  Lambs Head et le mont Williams.

## Description
La carapace de la femelle holotype mesure 1,7 mm de long sur 1,5 mm de large, son abdomen 2,0 mm de long. La carapace du mâle paratype mesure 1,4 mm de long sur 1,1 mm de large, son abdomen 1,4 mm de long.

## Étymologie
Cette espèce est nommée en l'honneur de Jörg Wunderlich.

## Publication originale
- Davies, 1999 : Carbinea, a new spider genus from north Queensland, Australia (Araneae, Amaurobioidea, Kababininae). Journal of Arachnology, vol. 27, p. 25-36 (texte intégral).